# Мала Кладуша
Мала Кладуша је насељено мјесто у Босни и Херцеговини у општини Велика Кладуша која припада ентитету Федерација Босне и Херцеговине. На попису становништва 1991. у њему је живјело 1.445 становника.

## Становништво
| Националност | 1991. |
| Муслимани    | 1.431 |
| Срби         | 0     |
| Хрвати       | 1     |
| Југословени  | 6     |
| остали       | 7     |
| Укупно       | 1.445 |